# Britt Ekland
Britt-Marie (Britt) Eklund, beter bekend als Britt Ekland, (Stockholm, 6 oktober 1942) is een Zweeds actrice. Ze werd vooral bekend door haar rollen in "The Night They Raided Minsky's", "Baxter!", "The Double Man", "Get Carter", "The Wicker Man" en "The Man with the Golden Gun".
Britt Eklund werd geboren in Zweden maar verhuisde later naar Engeland waar ze beroemd werd door haar huwelijk met Peter Sellers in 1964. In 1965 kregen ze een dochter Victoria. Ze maakten samen drie films maar scheidden al in 1968. Verder had ze een aantal relaties met bekende figuren als Rod Stewart en Phil Lewis, kreeg zoon Nicholai (1973) van Lou Adler en huwde een tweede maal, nu met Slim Jim Phantom (drummer van de Stray Cats), met wie ze zoon Thomas Jefferson (1988) kreeg.
Ze speelde Bondmeisje Mary Goodnight in de James Bondfilm "The Man with the Golden Gun" (1974). Eklund had al auditie gedaan om een Bondmeisje te spelen in de eerste Bondfilm "Dr. No" (1962), maar de rol ging uiteindelijk naar Ursula Andress.
Eklund houdt erg van fitness, schreef in 1984 een boek over dit onderwerp en maakte in 1992 een fitnessvideo.

## Filmografie
- Il Comandante (1963)
- After the Fox (1966)
- The Bobo (1967)
- The Double Man (1967)
- The Night They Raided Minsky's (1968)
- Stiletto (1969)
- Gli Intoccabili (1969)
- I Cannibali (1970)
- Get Carter (1971)
- Asylum (1972)
- What the Peeper Saw (1972)
- Baxter! (1973)
- The Wicker Man (1973)
- The Man with the Golden Gun (1974)
- High Velocity (1976)
- King Solomon's Treasure (1977)
- Slavers (1978)
- The Love Boat (1980) seizoen 3, aflevering 23
- Satan's Mistress (1982)
- Dead Wrong (1983)
- Moon in Scorpio (1987)
- Beverly Hills Vamp (1989)
- Cold Heat (1989)
- The Children (1990)

- Bibsys: 9058451
- Biblioteca Nacional de España: XX1278776
- Bibliothèque nationale de France: cb139408334 (data)
- Catàleg d'autoritats de noms i títols de Catalunya: 981058510050906706
- Gemeinsame Normdatei: 12852975X
- International Standard Name Identifier: 0000 0000 6301 6545
- Library of Congress Control Number: n81005948
- MusicBrainz: a13e957a-47c0-4746-9db8-613e82bc646f
- Nationale Bibliotheek van Tsjechië: xx0157588
- Nationale bibliotheek van Australië: 36147070
- Nationale Bibliotheek van Israël: 987007424433605171
- Nationale Bibliotheek van Polen: a0000001700766
- Nederlandse Thesaurus van Auteursnamen: 074702475
- SNAC: w6w12jn4
- Système universitaire de documentation: 078882508
- Trove: 1220127
- Virtual International Authority File: 20737926
- WorldCat: E39PBJmTpMhxmBwcmGQwBCq84q